# Gyula Hajszán
Dans le nom hongrois Hajszán Gyula, le nom de famille précède le prénom, mais cet article utilise l’ordre habituel en français Gyula Hajszán, où le prénom précède le nom.
Gyula Hajszán (né le 9 octobre 1961 à Sopron en Hongrie) est un footballeur international hongrois qui évoluait au poste de milieu de terrain, avant de devenir ensuite entraîneur.

## Biographie

### Carrière de joueur

#### Carrière en club
Gyula Hajszán joue en Bulgarie et en Allemagne. Il évolue pendant 14 saisons avec le club hongrois du Győri ETO. Avec cette équipe, il reporte deux titres de champion de Hongrie, et se classe à deux reprises deuxième du championnat.
Il dispute 303 matchs en première division hongroise, inscrivant 68 buts, et 40 matchs en deuxième division allemande, marquant deux buts. Il réalise sa meilleure performance lors de la saison 1981-1982, où il inscrit 15 buts en championnat avec le Győri ETO.
Participant aux compétitions européennes, il dispute six matchs en Coupe d'Europe des clubs champions, et cinq matchs en Coupe de l'UEFA. Il marque son seul but en Coupe d'Europe des clubs champions le 29 septembre 1982, contre le Standard de Liège. En Coupe de l'UEFA, il inscrit deux buts : le premier en octobre 1985 contre le Bohemians Prague, et le second en septembre 1986 contre le Dinamo Minsk.

#### Carrière en sélection
Gyula Hajszán reçoit 37 sélections en équipe de Hongrie entre 1982 et 1994, inscrivant quatre buts. Toutefois, seulement 35 sélections sont officiellement reconnues par la FIFA.
Il joue son premier match en équipe nationale le 6 octobre 1982, en amical contre la France (défaite 1-0 à Paris). 
Il inscrit son premier but avec la Hongrie le 17 avril 1983, contre le Luxembourg. Ce match gagné 6-2 à Budapest rentre dans le cadre des éliminatoires de l'Euro 1984. Il inscrit son deuxième but avec la Hongrie le 15 mai 1983, contre la Grèce, lors de ces mêmes éliminatoires (défaite 2-3 à Budapest).
Le 6 juin 1984, il inscrit son troisième but en équipe nationale, lors d'une rencontre amicale face à la Belgique (match nul 2-2 à Bruxelles). Il marque son dernier but le 16 octobre 1985, contre le Pays de Galles en amical (victoire 0-3 à Cardiff).
Il figure dans le groupe des sélectionnés lors de la Coupe du monde de 1986. Toutefois, lors du mondial organisé au Mexique, il ne joue aucun match.
Il dispute quatre matchs rentrant dans le cadre des éliminatoires du mondial 1990.
Il reçoit sa dernière sélection le 6 avril 1994, en amical contre la Slovénie (défaite 0-1 à Szombathely).

### Carrière d'entraîneur
Il dirige les joueurs du Győri ETO pendant quatre saisons et demie, de janvier 2003 à juin 2007. Il dirige notamment quatre matchs en Coupe Intertoto.

## Palmarès
| Győri ETO - Championnat de Hongrie (2) : - Champion : 1981-82 et 1982-83. - Vice-champion : 1983-84 et 1984-85. - Coupe de Hongrie : - Finaliste : 1983-84. |  | Duisbourg - Championnat d'Allemagne de deuxième division : - Vice-champion : 1990-91. |